# 24 Hours of Daytona 2005
24 Hours of Daytona 2005 – 24-godzinny wyścig samochodowy na torze Daytona International Speedway w miejscowości Daytona Beach na Florydzie. Zawody odbyły się w dniach 5–6 lutego 2005.

## Wyniki zawodów
| Poz.   | Klasa | Nr | Drużyna                                           | Kierowcy                                                                             | Okrążeń |
| ------ | ----- | -- | ------------------------------------------------- | ------------------------------------------------------------------------------------ | ------- |
| 1      | DP    | 10 | SunTrust Racing                                   | Max Angelelli Wayne Taylor Emmanuel Collard                                          | 710     |
| 2      | DP    | 4  | Howard-Boss Motorsports                           | Butch Leitzinger Elliot Forbes-Robinson Jimmie Johnson                               | 699     |
| 3      | DP    | 20 | CITGO-Howard-Boss Motorsports                     | Andy Wallace Jan Lammers Tony Stewart                                                | 699     |
| 4      | DP    | 02 | New Century Mortgage/Chip Ganassi i Felix Sabates | Stefan Johansson Cort Wagner Jamie McMurray                                          | 698     |
| 5      | DP    | 77 | Doran Racing                                      | Fabrizio Gollin Matteo Bobbi Didier Theys                                            | 697     |
| 6      | DP    | 03 | Target Chip Ganassi Racing i Felix Sabates        | Scott Dixon Casey Mears Darren Manning                                               | 694     |
| 7      | DP    | 01 | CompUSA Chip Ganassi Racing i Felix Sabates       | Scott Pruett Luis Díaz Ryan Briscoe                                                  | 688     |
| 8      | DP    | 58 | Red Bull/Brumos Racing                            | David Donohue Darren Law Lucas Luhr Sascha Maassen                                   | 680     |
| 9 DNF  | DP    | 44 | Doran Racing                                      | Jan Magnussen Terry Labonte Bobby Labonte Bryan Herta                                | 675     |
| 10     | GT    | 71 | Farnbacher Racing USA                             | Wolf Henzler Dominik Farnbacher Pierre Ehret Shawn Price                             | 664     |
| 11     | GT    | 37 | TPC Racing                                        | Mike Fitzgerald Manuel Matos Emil Assentato Nick Longhi                              | 661     |
| 12     | GT    | 61 | TRG East                                          | Robert Nearn Mark Wilkins David Lacey David Shep Greg Wilkins                        | 659     |
| 13     | GT    | 73 | Baldwin-Tafel Racing                              | Robin Liddell Jack Baldwin Craig Stanton Jim Tafel Andrew Davis                      | 659     |
| 14     | GT    | 65 | Auto Gallery/TRG                                  | Andy Lally Marc Bunting Hugh Plumb Carlos de Quesada Kevin Buckler                   | 656     |
| 15     | GT    | 14 | Autometrics Motorsports                           | Leh Keen Cory Friedman Al Bacon Steve Johnson                                        | 654     |
| 16     | DP    | 66 | Krohn Racing/TRG                                  | Max Papis Jörg Bergmeister Oliver Gavin                                              | 653     |
| 17     | GT    | 16 | TRG                                               | Ross Bentley Colin Braun Adrian Carrio Brad Coleman Kevin Buckler                    | 650     |
| 18 DNF | DP    | 67 | Krohn Racing/TRG                                  | Niclas Jönsson Tracy Krohn Buddy Rice Boris Said Jimmy Morales                       | 642     |
| 19     | DP    | 74 | Robinson Racing                                   | Wally Dallenbach Jr. Paul Dallenbach George Robinson Johnny Unser                    | 641     |
| 20     | GT    | 63 | Auto Gallery/TRG                                  | Dave Master Patrick Flanagan Marc Sluszny Derek Clark                                | 639     |
| 21     | GT    | 43 | Team Sahlen                                       | Ron Zitza Brad Blum Eric Lux Wes Allen Victor Gonzalez Jr.                           | 637     |
| 22     | DP    | 5  | Essex Racing                                      | Chris Dyson Harrison Brix Rob Dyson James Gue                                        | 630     |
| 23     | DP    | 3  | Cegwa Sport/Southard Motorsports                  | Darius Grala Mark Patterson Quentin Wahl Bohdan Kroczek Shane Lewis                  | 630     |
| 24     | GT    | 52 | Mastercar                                         | Luca Drudi Gabrio Rosa Luis Monzón María de Villota                                  | 627     |
| 25     | GT    | 11 | JMB Racing USA                                    | Matt Plumb David Gooding Peter Boss Jim Michaelian                                   | 623     |
| 26     | GT    | 04 | Sigalsport                                        | Gene Sigal Miroslav Konôpka Troy Hanson Nikolas Konstant Jay Wilton                  | 599     |
| 27 DNF | DP    | 49 | Multimatic Motorsports                            | Scott Maxwell Kurt Busch Matt Kenseth Greg Biffle                                    | 588     |
| 28     | GT    | 75 | Flying Lizard Motorsports                         | Lonnie Pechnik Seth Neiman Johannes van Overbeek Patrick Long Jon Fogarty            | 582     |
| 29     | GT    | 80 | Team Seattle/Synergy Racing                       | Don Kitch Jr. Don Gagne Don Pickering Chris Pallis                                   | 582     |
| 30     | GT    | 78 | Farnbacher Racing USA                             | Paul Bonham Bruce Phillips Paul Orwicz Ray Williams Paul Fairchild                   | 581     |
| 31     | GT    | 53 | Mastercar                                         | Roberto Ragazzi Jesús Diez de Villarroel Giuseppe Chiminelli Constantino Bertuzzi    | 553     |
| 32     | GT    | 41 | Team Sahlen                                       | Wayne Nonnamaker Joe Nonnamaker Will Nonnamaker James Jakes                          | 544     |
| 33 DNF | DP    | 2  | CITGO-Howard-Boss Motorsports                     | Dario Franchitti Milka Duno Marino Franchitti Dan Wheldon                            | 528     |
| 34 DNF | DP    | 8  | Rx.com/Synergy Racing                             | Brian Frisselle Thomas Erdos Burt Frisselle Mike Newton                              | 523     |
| 35     | GT    | 55 | ASC Motorsports                                   | Zach Arnold Kurt Thiel John Stevenson Ken MacAlpine Scott Turner                     | 507     |
| 36 DNF | GT    | 36 | TPC Racing                                        | Randy Pobst Spencer Pumpelly Jean-Francois Dumoulin Michael Levitas John Littlechild | 495     |
| 37     | DP    | 9  | Hyper Sport                                       | B.J. Zacharias David Donner Joe Foster Rick Skelton Blake Rosser                     | 493     |
| 38 DNF | GT    | 06 | Bernheim Porsche Racing                           | Dwain Derment Jack Lewis Anders Hainer Kevin Roush Steven Bernheim                   | 488     |
| 39     | GT    | 81 | Team Seattle/Synergy Racing                       | Dave Gaylord Mae Van Wijk David Murry Rod Emory                                      | 477     |
| 40     | GT    | 23 | Horizon Motorsports LLC                           | Charles Espenlaub Kris Szekeres Todd Hanson Al Villamil Frank Del Vecchio            | 476     |
| 41     | GT    | 62 | Auto Gallery/TRG                                  | Takashi Inoue Akria Fujita Hiroshi Wada Akira Hirakawa Kiichi Takahashi              | 468     |
| 42     | DP    | 19 | Ten Motorsports                                   | Memo Gidley Michael McDowell Michael Valiante Jonathan Bomarito                      | 465     |
| 43 DNF | DP    | 29 | Brumos Racing                                     | Josh Vargo Jake Vargo Tim Vargo Brady Refenning                                      | 463     |
| 44 DNF | DP    | 59 | Brumos Racing                                     | J.C. France Hurley Haywood Timo Bernhard Mike Rockenfeller Romain Dumas              | 432     |
| 45 DNF | GT    | 51 | Red Bull Ebimotors                                | Karl Wendlinger Dieter Quester Johnny Mowlem Vincent Vosse                           | 409     |
| 46 DNF | DP    | 6  | Michael Shank Racing                              | Mike Borkowski Paul Mears Jr. Larry Connor Duncan Dayton                             | 399     |
| 47     | GT    | 85 | Condor Motorsports                                | Grant Phipps Mike Hardage Eddie Nahir Don Mayer Armando Trentini                     | 355     |
| 48     | GT    | 08 | Goldin Brothers Racing                            | Keith Goldin Scott Finlay Steve Goldin Martin Shuster                                | 336     |
| 49 DNF | DP    | 54 | Kodak-Bell Motorsports                            | Christian Fittipaldi Paul Tracy Terry Borcheller Ralf Kelleners Forest Barber        | 328     |
| 50 DNF | DP    | 18 | Chase Competition Engineering/CB Motorsports      | John Miller Chris Bingham Steven Ivankovich Tony Burgess Vic Rice                    | 297     |
| 51 DNF | DP    | 79 | Newman Racing/Silverstone Racing                  | Cristiano da Matta Sébastien Bourdais Paul Newman Mike Brockman                      | 290     |
| 52 DNF | GT    | 64 | Auto Gallery/TRG                                  | Pedro Courceiro Joe Policastro Jr. Cyrille Sauvage Miguel Amaral Joe Policastro      | 276     |
| 53 DNF | GT    | 00 | Aussie Assault                                    | Craig Baird Paul Morris Marcos Ambrose John Teulan                                   | 271     |
| 54 DNF | DP    | 39 | Orbit Racing                                      | Marc Goossens Guy Smith Scott Sharp Jim Matthews                                     | 239     |
| 55 DNF | DP    | 50 | Blackforest Motorsports                           | Jeff Bucknum Tom Nastasi Henry Zogaib Doug Peterson Travis Duder                     | 223     |
| 56 DNF | GT    | 48 | Xtreme Racing Group                               | Toni Seiler Hans Hauser Anthony Puelo Robert Dubler                                  | 218     |
| 57 DNF | GT    | 21 | Prototype Technology Group                        | Bill Auberlen Joey Hand Ian James Chris Gleason                                      | 199     |
| 58 DNF | DP    | 09 | Spirit of Daytona Racing                          | Doug Goad Stéphane Grégoire Roberto Moreno Bob Ward                                  | 194     |
| 59 DNF | GT    | 22 | Prototype Technology Group                        | Justin Marks Tommy Milner Kelly Collins Richard Valentine                            | 168     |
| 60 DNF | DP    | 86 | Synergy Racing                                    | Peyton Sellers Arthur Urciuoli Jason Workman Steve Marshall                          | 134     |
| 61 DNF | GT    | 93 | TPC Racing                                        | Guy Cosmo Dave Stewart Rob Stewart Gary Stewart Bob Gilbert                          | 85      |
| 62 DNF | GT    | 46 | Michael Baughman Racing                           | Michael Baughman Mike Yeakle                                                         | 20      |